# Halkosaari (ö i Birkaland, Övre Birkaland, lat 62,39, long 23,39)
Halkosaari är en ö i Finland. Den ligger i sjön Seinäjärvi och i kommunen Virdois i den ekonomiska regionen  Övre Birkalands ekonomiska region  och landskapet Birkaland, i den sydvästra delen av landet, 260 km norr om huvudstaden Helsingfors. Öns area är 2,2 hektar och dess största längd är 480 meter i nord-sydlig riktning.